# كرايغ ستانفورد
كرايغ ستانفورد (بالإنجليزية: Craig Stanford)‏ هو عالم إنسان أمريكي، ولد في 1956.